# Urgell-ház
Az Urgell-ház annak a grófi dinasztiának a neve, amely család örökletessé tudta tenni a Barcelona     grófja címet.
A Barcelona grófja cím így alakult ki: A korábban római birtok Katalóniát az V. században a vizigótok (nyugati gótok) foglalták el, 712-ben pedig a mórok szállták meg. A VIII. század végén viszont a Karoling–házbeli frank uralkodó, I. (Nagy) Károly (742–814) császár határvidékként a birodalmához csatolta, ahol a frankok grófságokat alakítottak ki. A katalóniai grófságok egyike volt a Barcelonai Grófság, Barcelona városával, mint székhellyel; ezért az itt uralkodó grófok magukat Barcelona grófjainak nevezték. A Barcelona grófja cím a talán gót eredetű, I. Sunifredtől, Urgell grófjától származó családban vált örökletessé, innen ered a Barcelonai Grófságban öröklés jogán uralkodott grófi háznak az elnevezése. A frankok hűbéruralma idővel névlegessé vált a grófság felett, és a 992-ben meghalt II. Borrell gróf uralkodása alatt meg is szűnt.

## Barcelona grófjai az Urgell-házból
- Sunifred (810?-848), Urgell grófja (I. Sunifred néven); Bellónak (?-812), Carcassone és Urgell grófjának a fia; 834-től 848-ig Urgell és Cerdanya: 844-től 848-ig Osona, Besalú, Girona, Narbonne, Agde, Béziers, Lodève, Melgueil, Conflent, Nîmes és Barcelona grófja.
- I. Szőrös Wilfred (?-897) az előzőnek a fia; Cerdanya és Urgell grófja (870–897), Barcelona, (II. Wilfred néven) Girona, továbbá Besalú grófja (878–897), Osona grófja (886–897); a Barcelonai-ház megalapítója.[2]
- II. Wilfred (I. Borrell) (874?-911), az előzőnek a fia, uralkodott: 897-től 911-ig,
- Sunyer (890?-950), az előzőnek az öccse, uralkodott: 911-től 947-ig (lemondott),[3]
- Miró (?-966), az előzőnek a fia, uralkodott: 947-től 966-ig,
- II. Borrell (920?, 927?-992), az előzőnek az öccse, uralkodott: 966-tól 992-ig,[4]
- III. (Rajmund) Borrell (972-1017), az előzőnek a fia, uralkodott: 992-től 1017-ig,
- I. Görbe, avagy Púpos Berengár Rajmund (1005-1035), az előzőnek a fia, uralkodott: 1017-től 1035-ig,
- I. Öreg, vagy Idős Rajmund Berengár (1023-1076), az előzőnek a fia, uralkodott: 1035-től 1076-ig,
- II. Kócos, vagy Szőke Rajmund Berengár (1053?, 1054?-1082) (meggyilkolták), az előzőnek a fia, uralkodott: 1076-tól 1082-ig,[5]
- II. Testvérgyilkos Berengár Rajmund (1053?, 1054?-1097?, 1099?), az előzőnek az ikertestvére, uralkodott: 1076-tól 1082-ig az ikertestvérével együtt, 1082-től 1097-ig egyedül (lemondott),[6]
- III. Nagy Rajmund Berengár (1082-1131), II. Rajmund Berengár fia (II. Berengár Rajmund unokaöccse), uralkodott: 1097-től 1131-ig (I. Rajmund Berengár néven Provence grófja, 1112-től 1131-ig),
- IV. Szent Rajmund Berengár (1113-1162), az előzőnek a fia, uralkodott: 1131-től 1162-ig, Aragónia hercege (1137-1162), (II. Rajmund Berengár néven Provence grófja, 1144-től 1162-ig).[7]